# Hoyito
Lo Hoyito è un gioco astratto della famiglia dei mancala, giocato nella Repubblica Dominicana. È noto anche come El Hoyito, Casitas o Mate (tutti questi nomi indicano elementi del gioco: hoyito significa "piccolo buco"; casitas, "case", sono le buche che contengono quattro pezzi; mate è il nome della pianta da cui si prendono solitamente i semi con cui si gioca). Il gioco è molto simile al Wari, che è il genere di mancala più diffuso in Centroamerica.
Nota: per la terminologia usata in questa voce, vedi Wari.

## Regole

### Tavoliere e disposizione iniziale
Come il Wari, lo Hoyito utilizza un tavoliere 2x6, con 48 semi, inizialmente disposti in numero di 4 per buca. Ogni giocatore controlla una fila di buche.

### Turno
Al proprio turno, il giocatore preleva tutti i semi da una delle sue buche e li semina in senso antiorario. Se la semina termina in una buca vuota, il turno termina. Se la semina termina in una buca occupata (eccetto nel caso descritto sotto), il giocatore preleva tutti i semi dalla buca e procede con una semina a staffetta. Se l'ultimo seme cade in una buca che contiene esattamente 3 semi (che diventano quindi 4) si forma una "casa". Tutti i pezzi della casa vengono catturati dal giocatore di turno. Se anche la buca precedente contiene 4 semi, anch'essi vengono catturati, e così via procedendo a ritroso fino alla prima buca che interrompe la sequenza. Un giocatore che cattura ha diritto a giocare di nuovo.
Se al proprio turno un giocatore non è in grado di muovere, passa il turno.

### Fine del gioco
Il giocatore che esegue la penultima cattura, lasciando solo 4 semi sul tavoliere, cattura automaticamente anche i 4 semi rimasti. Chi ha catturato più semi vince.

### Partite multiple
Terminata una partita, la successiva viene generalmente impostata nel seguente modo. Il giocatore che ha più semi riempie tutte le proprie buche e mette da parte i semi avanzati. L'altro riempie quante buche può della sua fila. Le buche rimaste vuote non vengono usate durante la partita.

## Varianti
Talvolta viene consentito ai giocatori di scegliere liberamente il verso orario o antiorario di semina (il verso deve però essere conservato per tutta la partita e, se ce ne sono, nelle partite successive).

## Mancala simili
- Congklak
- Enkeshui
- Wari